# Флуоресцентна мікроскопія

Схематичний принцип дії флуоресцентного мікроскопа

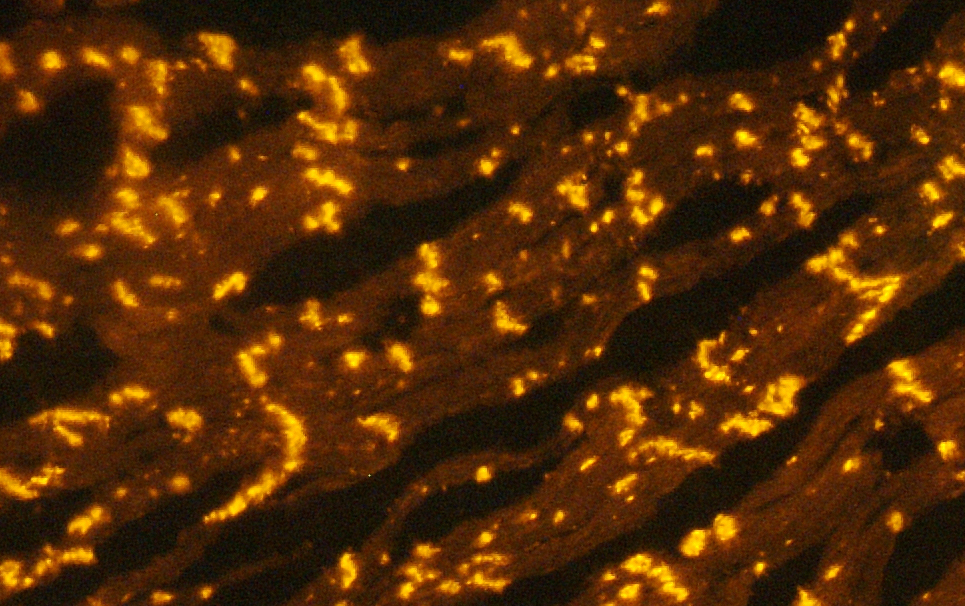
Щілинні контакти між кардіоміоцитами. Жовтим пофарбований білок коннексин 43. Зображення отримане за допомогою флуоресцентно-помічених антитіл.

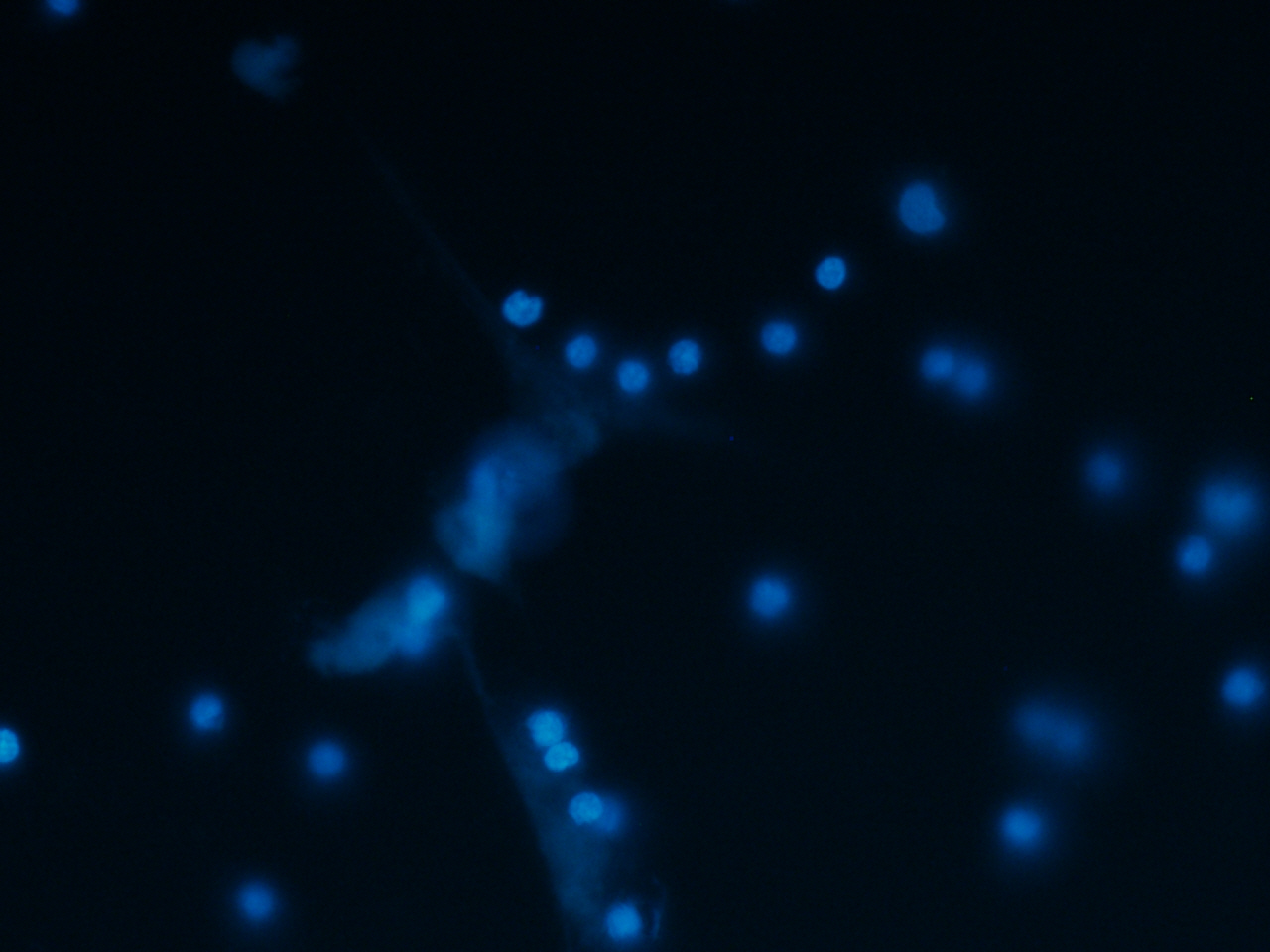
Флуоресцентне зображення культивованих нейтрофілів, виділених з венозної крові людини з хворобою Альцгеймера. Зразок фарбували розчином Hoechst 33342, який використовується для забарвлення ДНК.

Флуоресцентна мікроскопія — метод отримання збільшеного зображення з використанням люмінесценції збуджених атомів та молекул зразка. В флуоресцентному мікроскопі зразок опромінюється світлом із більшою частотою, а зображення отримують на іншій, меншій частоті. Випромінювання зразка, відповідно, пропускається через фільтр, що відсікає світло на частоті збудження.
Одним із видів флуоресцентної мікроскопії є конфокальна мікроскопія, метод, що дозволяє отримати зображення із певної глибини в середині зразка. Простіший метод, за допомогою якого можна досліджувати поверхню, називають епіфлуоресцентною мікроскопією.
Група вчених з університету Райса розробила новий мікроскоп, в якому немає жодної лінзи і який є настільки мініатюрним, що його можна встановити на кінці зонда-ендоскопа. Крім цього, такий мікроскоп можна встановити і всередину імплантату, за допомогою якого можна здійснювати довготривалий контроль процесів мозкової діяльності, наприклад.
Новий флуоресцентний мікроскоп, FlatScope, може сфокусуватися на обсязі в кілька кубічних міліметрів, в той час як його роздільна здатність знаходиться на рівні мікрона. Крім цього, розмір охоплюється області може бути збільшений шляхом простого збільшення розмірів датчика, а так як цей датчик виготовляється за традиційною CMOS-технології, зі збільшенням його розмірів не виникає ніяких проблем.